# サハリン・ハバロフスク・ウラジオストクパイプライン
サハリン・ハバロフスク・ウラジオストクパイプライン（ロシア語: Газопровод «Сахалин-Хабаровск-Владивосток»、英語: Sakhalin–Khabarovsk–Vladivostok pipeline、SKV）は、極東ロシアに建設された天然ガスパイプラインである。サハリンで生産した天然ガスを沿海地方へと輸送して、2012年ロシアAPEC開催前に同地方での石炭火力発電や給熱をガス化する目的で建設された。また将来的にはウラジオストクを拠点として日本や中国・韓国などアジア太平洋地域へ天然ガスを輸出する計画である。

## 沿革
2007年9月、ロシア連邦産業エネルギー省は東シベリアおよび極東地域での天然ガス開発計画を認可した。これを受け2008年7月23日のガスプロム社取締役会でパイプラインプロジェクトが承認された。また同取締役ではロスネフチの元子会社であるダリトランスガス社から、2006年11月に建設済であったサハリン・コムソモリスク・ハバロフスク間パイプライン（445km）を購入すること承認している。パイプライン設計・地質学的調査は2008年11月に終わり、手続書類の準備も2009年4月までに完了した。パイプライン建設は2009年7月31日に始まり　ハバロフスクでの着工式典にはプーチン首相も出席した。建設作業は順調に進み2011年9月に工事が完成、同月8日にウラジオストク・ルースキー島で行われた式典にはプーチン首相が出席した。

## パイプライン概要
ガスプロム（事業者はガスプロムの100%子会社ガスプロム・インベスト・ボストーク）は、サハリンからコムソモリスク・ナ・アムーレ（約350km）およびハバロフスクからウラジオストク（1000km）までの総延長1350kmのパイプライン敷設工事を2011年9月に完了した。パイプライン全長は、既存のコムソモリスク・ナ・アムーレ〜ハバロフスク間（472km）と併せ、1800km超になる。また2012年着工予定のヤクーチア・ハバロフスク・ウラジオストクパイプラインとハバロフスクで接続される計画である。ガスは沿海州ウラジオストク近郊に建設予定の液化天然ガスプラントに供給され、LNGとなって輸出される他、石油化学コンビナートの建設計画もある。
また海底パイプラインで日本と韓国へ供給する計画もあった。
パイプラインの輸送量は年間60億立方メートルであるが、サハリンから供給されるガスで最終的には年間300億-365億立方メートルになる。
建設コストは全体で110億ドルと見られているが、210-240億ドルとする報道の他、158億ドル（4670億ルーブル）とする報道がある。
元々このパイプラインは主としてサハリン3プロジェクトで生産された天然ガスを輸送する計画であった。だがサハリン3の開発が遅れたため、ガスプロムはエクソンモービルの出資するサハリン1プロジェクトをガスの主要供給元としようとしたが、2011年7月の時点では契約に至っていない。2011年9月の稼働時にはサハリン2のガスが主要供給元となっている。